# Парламентские выборы в Беларуси (2008)

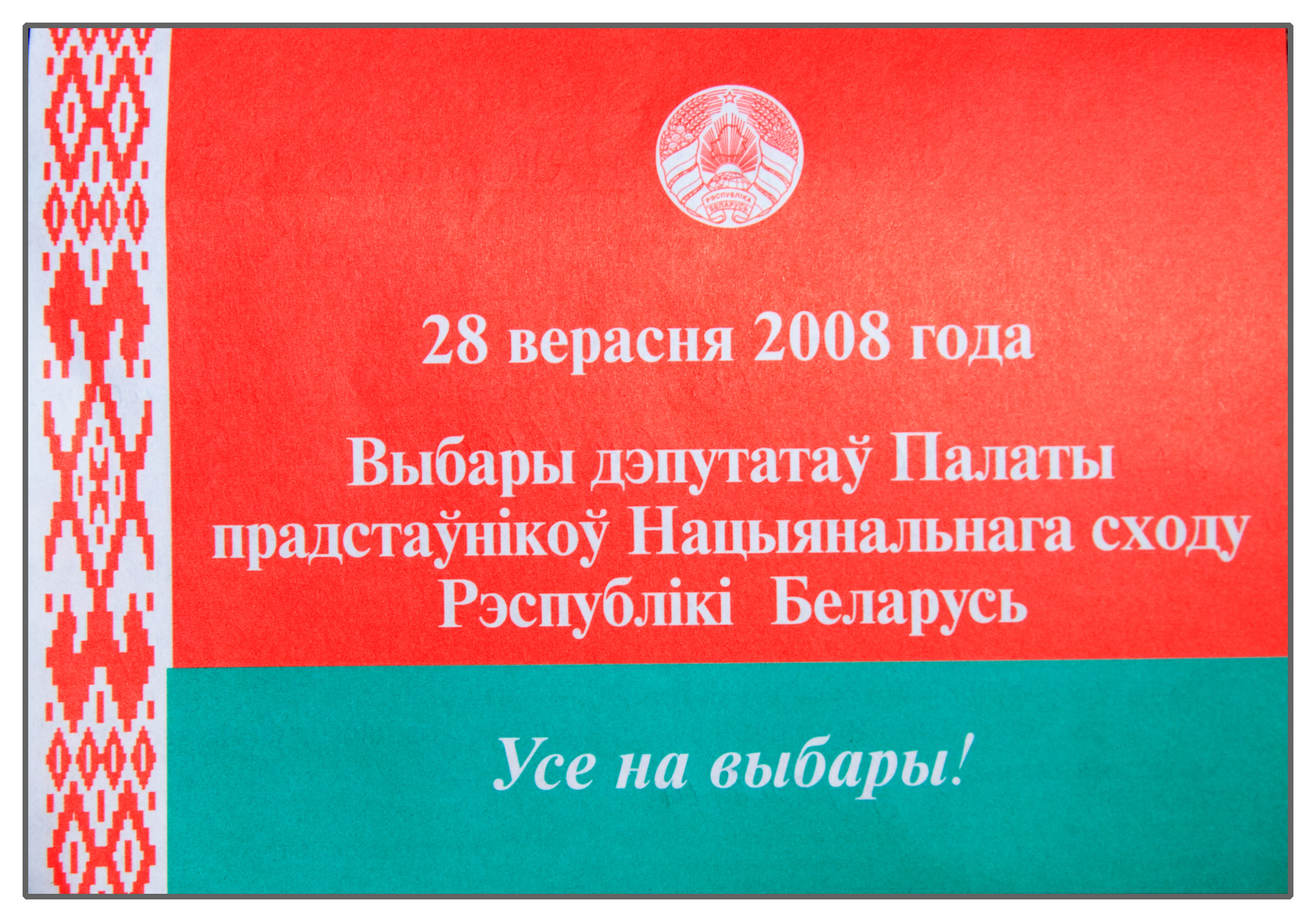
Приглашение на выборы

28 сентября 2008 года состоялись выборы депутатов Палаты представителей Национального собрания Республики Беларусь 4 созыва (бел. Выбары дэпутатаў Палаты прадстаўнікоў Нацыянальнага сходу Рэспублікі Беларусь), на которых избрано 110 депутатов по одномандатным округам по мажоритарной избирательной системе.
К выборам было приковано пристальное внимание, поскольку они могли стать одним из ключевых моментов в нормализации отношений Белоруссии с Евросоюзом. Начиная с 1996 года ЕС и США не признавали результатов ни одной избирательной кампании, обвиняя белорусскую власть в злоупотреблениях и фальсификациях. Претензии западных стран к белорусским выборам послужили причиной введения различных санкций.
Перед выборами в парламент 2008 года Президент Белоруссии Александр Лукашенко неоднократно заявлял о заинтересованности белорусских властей в признании этих выборов западными странами. За ходом голосования наблюдали 21 426 национальных и 925 международных наблюдателей. Бо́льшую часть международных наблюдателей составляли миссии от СНГ (402 чел.) и ОБСЕ (465 чел.).

## Подготовка к выборам
Выборы в Палату представителей Национального собрания Республики Беларусь 4-го созыва были назначены Указом президента Республики Беларусь № 334 от 24 июня 2008 года. В соответствии с этим указом выборы прошли 28 сентября 2008 года.
Также 24 июня был подписан Декрет президента Республики Беларусь № 113 «О членах Центральной комиссии Республики Беларусь по выборам и проведению республиканских референдумов с правом совещательного голоса при проведении выборов депутатов Палаты представителей Национального собрания Республики Беларусь четвёртого созыва».
Этим декретом политическим партиям было делегировано право выдвижения по одному члену Центральной избирательной комиссии с совещательным голосом от каждой партии, члены которой принимают участие в выборах в качестве кандидатов в депутаты.
Оппозиция в лице Объединённых демократических сил сформировала единый список кандидатов в количестве 98 человек, из которых было зарегистрировано 85 человек, а 13 кандидатам отказано в регистрации по разным причинам. Кроме того зарегистрировано более 20 кандидатов представляющих другие оппозиционные структуры.
Средняя численность одного избирательного округа — 64042 человека. В Брестской области образовано 16 избирательных округов, Витебской — 14, Гомельской — 17, Гродненской — 13, Минской — 17, Могилёвской — 13, Минске — 20. Для голосования создано 6485 избирательных участков в стране и 40 за рубежом.

### Реакция международных наблюдателей
Наблюдатели от ОБСЕ заявили, что подготовка к выборам ведётся «в атмосфере сильного контроля» со стороны властей. Не обеспечен также равный доступ кандидатов от оппозиции к государственным СМИ.
По словам главы миссии наблюдателей Парламентской ассамблеи ОБСЕ Анн-Мари Лизен в Белоруссии созданы условия для свободного наблюдения за выборами и что лично у неё сложились в целом позитивное впечатление, а выборы проходят по установленным правилам достаточно прозрачно.

### Реакция представителей оппозиции
В ходе подготовки к парламентским выборам некоторые оппозиционные политики призывали белорусскую оппозицию бойкотировать выборы. Они объясняли свою позицию тем что, по их мнению, в ходе подготовки к выборам власти пойдут на многочисленные нарушения а сами результаты выборов — сфальсифицируют. В этих условиях бойкот выборов со стороны оппозиции может нанести удар по легитимности парламента в глазах западных стран. Из заметных белорусских оппозиционных движений идею бойкота поддержали «Молодой Фронт» и КХП БНФ
В то же время США выразили надежду на отказ кандидатов от участия в бойкоте выборов. В частности, глава дипмиссии США в Белоруссии заявил, что бойкот выборов со стороны политических партий может стоить им политического будущего.
Бо́льшая часть представителей оппозиции, входящих в Объединённые демократические силы, решили не бойкотировать выборы, однако оставили за собой право снятия своей кандидатуры как реакцию на конкретную ситуацию в их избирательном округе.
Пять оппозиционных депутатов (члены Объединённой гражданской партии Станислав Богданкевич, Александр Добровольский, Анна Егорова, Екатерина Молосаева и Валентина Полевикова) объявили о снятии своих кандидатур в знак протеста против «произвола и беззакония», которое по словам кандидатов, устроили власти в отношении избирательной кампании. Как сообщает сайт ОГП, кандидатов фактически лишили возможности напечатать официальные предвыборные агитационные материалы.
Остальные кандидаты от оппозиции продолжили участие в избирательной кампании. Об этом заявил на пресс-конференции в Европарламенте один из лидеров белорусской оппозиции Александр Козулин.
Козулин заявил, что нынешние парламентские выборы в Белоруссии не будут демократическими, а станут очередным «фарсом режима» президента Александра Лукашенко, который, по словам оппозиционера, «назначит» нужных депутатов. Другие представители оппозиции также неоднократно заявляли о многочисленных нарушениях в том числе во время досрочного голосования.

### Реакция представителей власти
Президент Александр Лукашенко призвал Запад признать результаты выборов:
Не буду скрывать: мы заинтересованы в том, чтобы наш новый парламент был признан на международной арене
если и в этот раз парламентские выборы в Белоруссии окажутся недемократичными и кому-то на Западе не понравятся, Минск прекратит с ним всякие разговоры
Глава белорусского ЦИКа Лидия Ермошина заявила:
Нынешние парламентские выборы направлены на разрушение стереотипов, на то, чтобы предоставить избирателям больший выбор

## Фракции
В Палате представителей (4-го созыва), Национального собрания Республики Беларусь нет ни одной фракции.

## Кандидаты в депутаты
В выборах участвовали 263 кандидата. Из них — около семидесяти представителей оппозиции. В их числе лидер Объединённой гражданской партии (ОГП) Анатолий Лебедько, дочь одного из лидеров оппозиции Александра Козулина — Ольга, глава партии коммунистов Беларуси Сергей Калякин, руководитель центра Мизеса Ярослав Романчук.

## Результаты
| Партия                                                        | Партия                                              | Голосов   | %     | Мест | +/- |
| ------------------------------------------------------------- | --------------------------------------------------- | --------- | ----- | ---- | --- |
|                                                               | Коммунистическая партия Беларуси                    | 229 986   | 4,27  | 6    | ▼ 2 |
|                                                               | Белорусская партия левых «Справедливый мир»         | 127 429   | 2,37  | 0    | 0   |
|                                                               | Объединённая гражданская партия                     | 125 276   | 2,33  | 0    | 0   |
|                                                               | Партия БНФ                                          | 72 770    | 1,35  | 0    | 0   |
|                                                               | Либерально-демократическая партия                   | 43 752    | 0,81  | 0    | ▼ 1 |
|                                                               | Белорусская аграрная партия                         | 32 230    | 0,60  | 1    | ▼ 2 |
|                                                               | Республиканская партия труда и справедливости       | 22 763    | 0,42  | 0    | 0   |
|                                                               | Белорусская социал-демократическая партия (Громада) | 17 380    | 0,32  | 0    | 0   |
|                                                               | Белорусская социал-демократическая Грамада          | 693       | 0,01  | 0    | 0   |
|                                                               | Беспартийные                                        | 4 207 160 | 78,13 | 103  | ▲ 5 |
| Против всех                                                   | Против всех                                         | 505 208   | 9,38  | -    | -   |
| Испорченных / недействительных бюллетеней                     | Испорченных / недействительных бюллетеней           | 113 999   |       | -    | -   |
| Всего                                                         | Всего                                               | 5 384 647 | 100   | 110  | 0   |
| Зарегистрированных избирателей / явка                         | Зарегистрированных избирателей / явка               | 7 016 711 | 74,76 | -    | -   |
| Источник: ЦИК Архивная копия от 8 мая 2019 на Wayback Machine |                                                     |           |       |      |     |

По данным Центральной избирательной комиссии выборы состоялись во всех 110 округах, явка избирателей составила к 18 часам 66,7 % от списочного состава. По итогам голосования, на парламентских выборах явка избирателей после закрытия избирательных участков на 20 часов местного времени составила 75,3 %.
Во время подсчёта голосов наблюдатели были лишены возможности видеть бюллетени и контролировать их подсчет. По данным Центральной избирательной комиссии, в новый парламент не прошёл ни один кандидат, представляющий основные оппозиционные организации. Так, лидер Объединённой гражданской партии Анатолий Лебедько набрал 9,7 % голосов избирателей, лидер БСДПГ Игорь Рынкевич 15 %, лидер Белорусской Партии коммунистов Сергей Калякин — 15,6 %, Ольга Козулина — 8,6 %, Алексей Михалевич — 14 %, Людмила Грязнова — 10,6 %, Ольга Абрамова набрала 24 %.
По итогам парламентских выборов 2008 года лишь две партии имеют своё представительство в Палате представителей Национального собрания Республики Беларусь:
Коммунистическая партия Беларуси: 6
Белорусская аграрная партия: 1
По результатам выборов депутатами нового состава нижней палаты белорусского парламента избраны:
Брестская область
- Брестский-Западный округ № 1 — Олег Величко (депутат Палаты представителей)
- Брестский-Центральный № 2 — Лариса Богданович
- Брестский-Восточный № 3 — Анна Янищук
- Мухавецкий № 4 — Нина Федорук
- Барановичский-Западный № 5 — Анатолий Ванькович (депутат Палаты представителей)
- Барановичский-Восточный № 6 — Светлана Пищ (генеральный директор ОАО «Гарант-Сервис»)
- Барановичский сельский № 7 — Владимир Майсюк
- Беловежский № 8 — Николай Андрейчук
- Берёзовский № 9 — Евгений Казимирчик (депутат Палаты представителей)
- Днепро-Бугский № 10 — Владимир Зданович (депутат Палаты представителей)
- Ивацевичский № 11 — Леонид Ковалевич (генеральный директор ГУПП «Ивацевичское ЖКХ»)
- Кобринский № 12 — Александр Зозуля (генеральный директор ЗАО «Оптималсервис»)
- Лунинецкий № 13 — Лариса Вершалович
- Пинский городской № 14 — Зинаида Мандровская (директор ЧУП «ЭлКис» ОО «БелТИЗ»)
- Пинский сельский № 15 — Константин Шевчик (генеральный директор ОАО «Пинсксовхозстрой»)
- Столинский № 16 — Нина Кульша (директор УО «Средняя школа № 2», Столин)

Витебская область
- Витебский-Горьковский № 17 — Геннадий Грицкевич
- Витебский-Чкаловский № 18 — Виктор Овчинников (главный врач УЗ «Витебская областная клиническая больница»)
- Витебский-Железнодорожный № 19 — Сергей Семашко (депутат Палаты представителей)
- Витебский-Октябрьский № 20 — Александр Лосякин (директор УО «Витебский государственный технологический колледж»)
- Витебский сельский № 21 — Василий Байков (председатель Витебского областного комитета природных ресурсов и охраны окружающей среды)
- Глубокский № 22 — Владимир Андрейченко (председатель Витебского облисполкома)
- Лепельский № 23 — Анфим Михалевич (председатель Чашникского райисполкома)
- Миорский № 24 — Владимир Сковородко (депутат Палаты представителей)
- Новополоцкий № 25 — Инна Антонова (главный врач детской поликлиники УЗ «Новополоцкая центральная городская больница»)
- Оршанский городской № 26 — Владимир Жерело (начальник Белорусской железной дороги)
- Оршанский-Днепровский № 27 — Владимир Адашкевич (депутат Палаты представителей)
- Полоцкий городской № 28 — Петр Южик (заместитель председателя Витебского облисполкома)
- Поставский № 29 — Эдуард Казуро (председатель Поставского райисполкома)
- Сенненский № 30 — Александр Попков (заместитель главы Администрации президента)

Гомельская область
- Гомельский-Юбилейный № 31 — Александр Чикилев (генеральный директор ОАО «Гомельпромстрой»)
- Гомельский-Сельмашевский № 32 — Александр Беляев (председатель Гомельского горисполкома)
- Гомельский-Центральный № 33 — Александр Шевко (депутат Палаты представителей)
- Гомельский-Советский № 34 — Лариса Кузнецова
- Гомельский-Промышленный № 35 — Татьяна Филимончик (глава администрации Советского района г. Гомеля)
- Гомельский-Новобелицкий № 36 — Александр Шатько (депутат Палаты представителей)
- Гомельский сельский № 37 — Владимир Майоров (председатель Гомельского райисполкома)
- Буда-Кошелевский № 38 — Владимир Кужанов (депутат Палаты представителей)
- Житковичский № 39 — Михаил Русый (депутат Палаты представителей)
- Жлобинский № 40 — Владимир Батан (начальник цеха ремонта металлургического оборудования РУП «БМЗ»)
- Калинковичский № 41 — Раиса Тиханская (депутат Палаты представителей)
- Мозырский № 42 — Евгений Артюшенко (заместитель генерального директора ОАО «Мозырский нефтеперерабатывающий завод»)
- Полесский № 43 — Сергей Коноплич (председатель Ельского райисполкома)
- Речицкий № 44 — Алла Исаченко (начальник финансового отдела Речицкого райисполкома)
- Рогачевский № 45 — Владимир Михасев (начальник управления ЖКХ Гомельского облисполкома)
- Светлогорский № 46 — Валентина Ковалева (депутат Палаты представителей)
- Хойникский № 47 — Георгий Дашкевич

Гродненская область
- Волковысский № 48 — Леонид Эльяшевич (председатель Зельвенского райисполкома)
- Гродненский-Занеманский № 49 — Александр Антоненко (председатель Гродненского горисполкома)
- Гродненский-Центральный № 50 — Сергей Маскевич (депутат Палаты представителей)
- Гродненский-Северный № 51 — Марина Ремша (главный врач УЗ «Гродненская центральная городская поликлиника», городская поликлиника № 4)
- Гродненский сельский № 52 — Николай Горбаченок (первый секретарь Гродненского районного комитета ОО «Белорусский республиканский союз молодёжи»)
- Ивьевский № 53 — Валентина Лузина (заместитель председателя Ошмянского райисполкома)
- Лидский № 54 — Тамара Клебан (начальник управления экономики Лидского райисполкома)
- Дятловский № 55 — Михаил Орда (депутат Палаты представителей)
- Мостовский № 56 — Василий Степуро (первый заместитель председателя Гродненского облисполкома)
- Новогрудский № 57 — Филипп Богуш (директор РСУП «Племзавод Кореличи»)
- Слонимский № 58 — Мечислав Костюк (председатель Слонимского райисполкома)
- Сморгонский № 59 — Татьяна Голубева (депутат Палаты представителей)
- Щучинский № 60 — Мария Бирюкова (заместитель председателя Гродненского облисполкома)

Минская область
- Березинский № 61 — Владимир Петрович (начальник ДРСУ № 121 КУП «Минскоблдорстрой»)
- Борисовский городской № 62 — Виктор Гуминский (депутат Палаты представителей)
- Борисовский сельский № 63 — Василий Гурьянов (генеральный директор РУП «Борисовхлебпром»)
- Вилейский № 64 — Игорь Спильниченко (главный врач УЗ «Вилейская центральная районная больница»)
- Дзержинский № 65 — Олег Кот (военный комиссар Дзержинского районного военного комиссариата)
- Жодинский № 66 — данных нет
- Логойский № 67 — Геннадий Демидчик (генеральный директор РУСПП «Первая Минская птицефабрика»)
- Любанский № 68 — Василий Усик (председатель Стародорожского райисполкома)
- Минский сельский № 69 — данных нет
- Молодечненский городской № 70 — Николай Жгун (УО «Молодечненский государственный политехнический колледж»)
- Молодечненский сельский № 71 — Владимир Синяков (начальник главного управления кадровой политики Администрации президента)
- Несвижский № 72 — Елена Новик (директор УО «Щепичская ГОСШ» Клецкого района)
- Пуховичский № 73 — Елена Диковицкая (директор ГУ «Территориальный центр социального обслуживания населения Пуховичского района»)
- Слуцкий № 74 — Инесса Клещук (первый секретарь слуцкого городского комитета ОО «Белорусский республиканский союз молодёжи»)
- Солигорский городской № 75 — Евгений Оболенский (заместитель начальника подъёма № 2 4-го рудоуправления РУП Производственное объединение «Беларуськалий»)
- Солигорский сельский № 76 — Анна Лаврукевич (генеральный директор государственного объединения «Белбыт»)
- Столбцовский № 77 — Иван Богатко (главный редактор ГУ "Редакция газеты «Прамень» и программы радиовещания «Радыё Стоўбцы»)

Могилевская область
- Бобруйский-Ленинский № 78 — Елена Шамаль (заместитель главного врача УЗ «Бобруйская центральная больница»)
- Бобруйский-Первомайский № 79 — Владимир Карпяк (главный инженер завода массовых шин ОАО «Белшина»)
- Бобруйский сельский № 80 — Анатолий Глаз (заместитель председателя Могилевского облисполкома)
- Горецкий № 81 — Татьяна Осмоловская (депутат Палаты представителей)
- Быховский № 82 — Олег Сакадынец (депутат Палаты представителей)
- Кричевский № 83 — Тамара Белкина (начальник отдела по идеологической работе государственного учреждения материально-технического снабжения Управления делами президента)
- Могилевский-Ленинский № 84 — Владимир Василенко (начальник отдела по мобилизационной подготовке ОАО «Могилевхимволокно»)
- Могилевский-Центральный № 85 — Александр Юшкевич (депутат Палаты представителей)
- Могилевский-Октябрьский № 86 — Татьяна Исаченко (заместитель председателя Могилевского областного объединения профсоюзов)
- Могилевский-Промышленный № 87 — Евгений Мельников (начальник управления по идеологической работе и работе с персоналом ОАО «Могилевхимволокно»)
- Могилевский сельский № 88 — Александр Розганов (председатель Могилевского райисполкома)
- Осиповичский № 89 — Сергей Крыжевич (председатель Кличевского райисполкома)
- Шкловский № 90 — Валерий Иванов (председатель Шкловского райисполкома)

Минск
- Шабановский № 91 — Галина Юргелевич (депутат Палаты представителей)
- Автозаводской № 92 — Александр Высоцкий (председатель профкома РУП «МАЗ» Белорусского профсоюза работников промышленности)
- Васнецовский № 93 — Анатолий Павлович (депутат Палаты представителей)
- Свислочский № 94 — Геннадий Давыдько (депутат Палаты представителей)
- Купаловский № 95 — Валентина Леоненко (доцент кафедры истории Беларуси и политологии БГТУ)
- Чкаловский № 96 — Роман Короп (депутат Палаты представителей)
- Октябрьский № 97 — Алексей Козлов (заместитель генерального директора по работе с персоналом НПО «Интеграл»)
- Грушевский № 98 — Виктор Толкачев (директор ПУП «Минский вагоноремонтный завод»)
- Юго-Западный № 99 — Светлана Шилова (главный акушер-гинеколог Министерства здравоохранения)
- Есенинский № 100 — Игорь Карпенко (депутат Палаты представителей)
- Одинцовский № 101 — Алексей Кузьмич (заместитель директора ОАО «Минский домостроительный коомбинат»)
- Сухаревский № 102 — Валентина Лукашенок (заместитель главы администрации Фрунзенского района Минска)
- Масюковщинский № 103 — Светлана Суховей (ведущий мастер сцены театра-студии киноактёра РУП Национальная киностудия «Беларусьфильм»)
- Кальварийский № 104 — Валентина Журавская (директор УО «Минский государственный профессионально-технический колледж лёгкой промышленности»)
- Старовиленский № 105 — Николай Самосейко (председатель суда Центрального района)
- Коласовский № 106 — Галина Полянская (депутат Палаты представителей)
- Восточный № 107 — Виталий Бусько (проректор по учебной работе УО БГУИР)
- Калиновский № 108 — Николай Казак (главный учёный секретарь НАН Беларуси)
- Уручский № 109 — Игнатий Мисурагин (начальник УО «Военная академия Республики Беларусь»)
- Партизанский № 110 — Тамара Щербачевич (директор УО «Минское государственное ПТУ-55 строителей»)

## Реакция

### Реакция международных организаций
Миссия наблюдателей от СНГ признала парламентские выборы в Белоруссии свободными и открытыми, не обнаружив фактов, ставящих под сомнение их легитимность и демократичность. Как заявил координатор группы наблюдателей от Межпарламентской ассамблеи государств-участников СНГ Владимир Пехтин, «были соблюдены нормы не только белорусского национального законодательства, но и общедемократические европейские нормы».
ОБСЕ, отметив отдельные незначительные улучшения процедуры голосования, вместе с тем заявила, что «мировым демократическим нормам выборы не удовлетворяли». По этому поводу председатель исполкома СНГ Сергей Лебедев сказал, что наблюдатели ОБСЕ придерживаются двойных стандартов в оценке выборов. Координатор группы наблюдателей от Парламентского собрания Союзного государства России и Белоруссии Александр Бабаков также назвал позицию ОБСЕ проявлением двойных стандартов: «Выборы в Грузии с тотальным давлением на оппозицию ОБСЕ признает беспрекословно, а абсолютно прозрачные и демократичные выборы в Белоруссии заранее объявляются нелегитимными. Комментарии здесь излишни». С другой стороны, руководитель группы наблюдателей ОБСЕ от Латвии, депутат Сейма Александр Голубов считает, что выборы прошли без серьёзных нарушений. По его словам, власти не препятствовали работе оппозиции.
Глава ЦИК Лидия Ермошина отметила некорректное, по её мнению, поведение ряда наблюдателей от ОБСЕ. По словам Ермошиной, в Бобруйске наблюдатели повалили избирательную урну, пиная ногами и пытаясь извлечь бюллетени. На другом участке, как сказала Ермошина, наблюдатели ОБСЕ уговаривали избирателей не опускать бюллетени в избирательную урну, а отдавать им, предлагая спускать в урну пустые листы бумаги.

### Реакция белорусской оппозиции

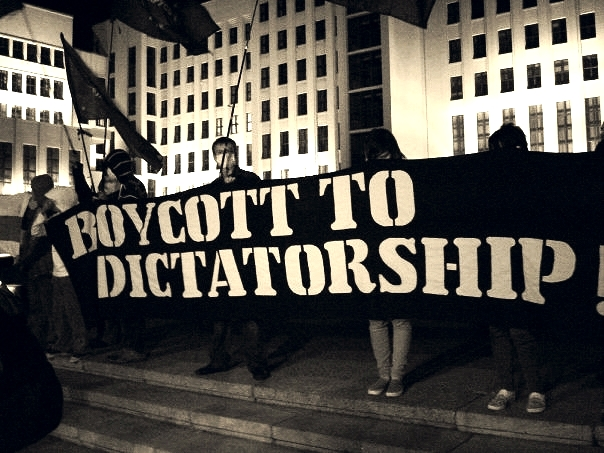
28 сентября 2008 года, Минск

28 сентября 2008 года белорусские оппозиционные партии провели акцию протеста против результатов выборов, собравшую от 500 до 2000 человек. Они организовали шествие в центральной части города, развернув транспаранты «Мы за выборы, но против избирательного фарса», «Лукашенко — последний диктатор Европы», «Я за свободу», «Даешь новые выборы». Милиция не вмешивалась и наблюдала за происходящим. Демонстранты на время заняли проезжую часть проспекта Независимости, но затем подчинились требованиям сотрудников ГАИ и вернулись на тротуар.

### Оценки
Премьер-министр России Владимир Путин сказал, что выборы прошли на высоком организационном и политическом уровне. По его мнению, проводимая белорусскими властями политика пользуется поддержкой народа.
Как считает агентство «Синьхуа», готовность ряда западных стран признать итоги выборов была связана с их желанием изолировать Россию. По мнению агентства, белорусское руководство сделало всё возможное, чтобы выборы были демократичными и прозрачными. «Синьхуа» подчеркнуло: «логика западных стран очень проста: для них не важны демократичность и прозрачность выборов, эти принципы для них лишь предлог для вмешательства в выборы в других странах, для них важен сам результат выборов, а именно приемлемый для них результат. Если он их не удовлетворит, то они будут называть выборы недемократичными и не признают их итогов. Практика уже неоднократно доказывала это».
Комментируя непрохождение оппозиционных кандидатов, представитель организации «Белорусский хельсинкский комитет» отметил, что «возможно, оппозиционные кандидаты были не настолько сильны». При этом он не исключил того, что на эту ситуацию повлияла непрозрачность, с его точки зрения, при подсчёте голосов. При этом организация, отметив ряд улучшений, всё же расценила выборы как прошедшие с серьёзными нарушениями стандартов свободных и честных выборов, установленных ОБСЕ и Белоруссией.